# 省长官邸 (塞萨洛尼基)

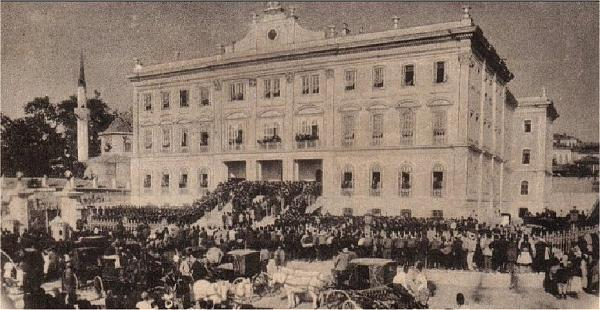

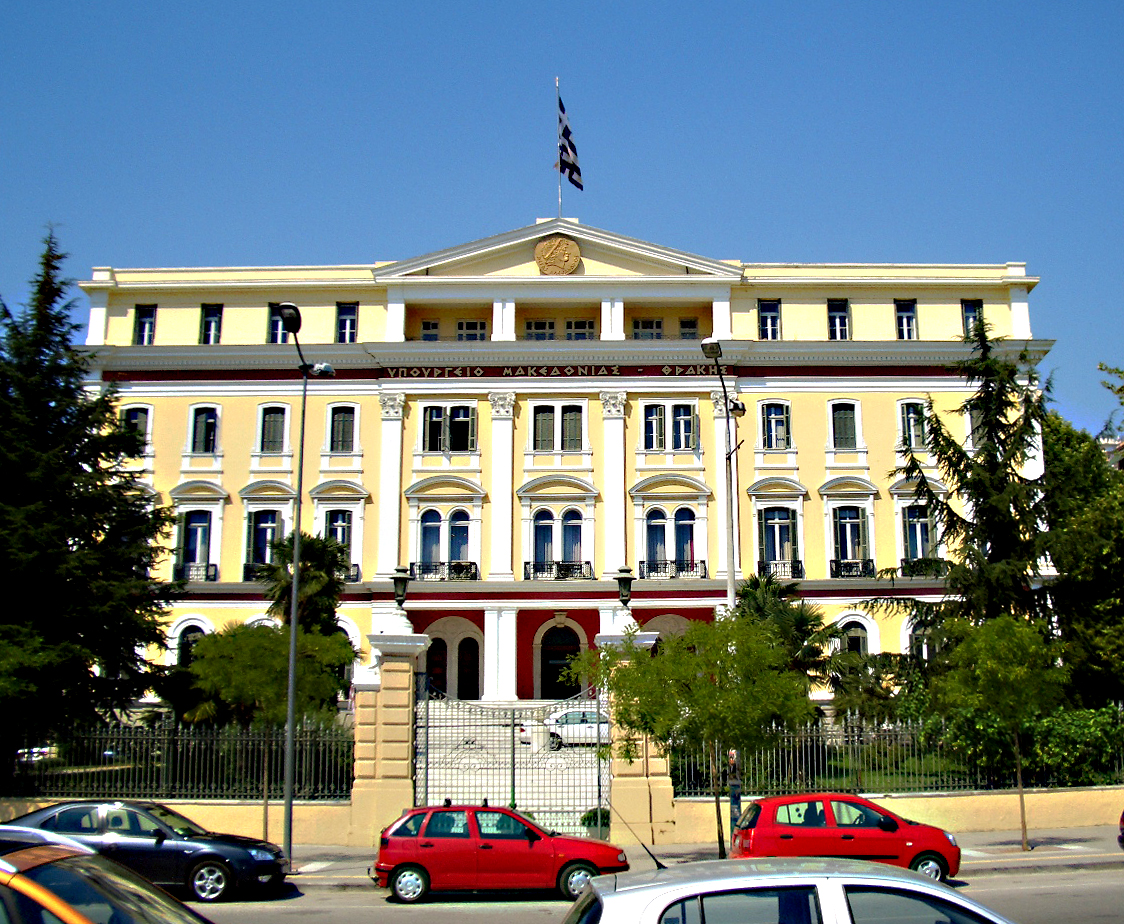

省长官邸 (土耳其語：Konak)是希腊塞萨洛尼基的一座奥斯曼帝国时期建筑，建于1891年，是萨洛尼卡省的省长官邸，现在是马其顿和色雷斯部驻地。

## 历史
省长官邸由意大利建筑师Vitaliano Poselli建于1891年。建筑师选择折衷主义为该建筑的主要风格，结合了新古典主义等各种建筑风格的元素。它坐落在拜占庭皇帝在塞萨洛尼基皇宫遗址顶部。
1907年，奥斯曼帝国法学院设于该建筑。
“塞萨洛尼基省长官邸”是一座保护建筑(希臘語：Διοικητήριο Θεσσαλονίκης)。